# H. R. 기거

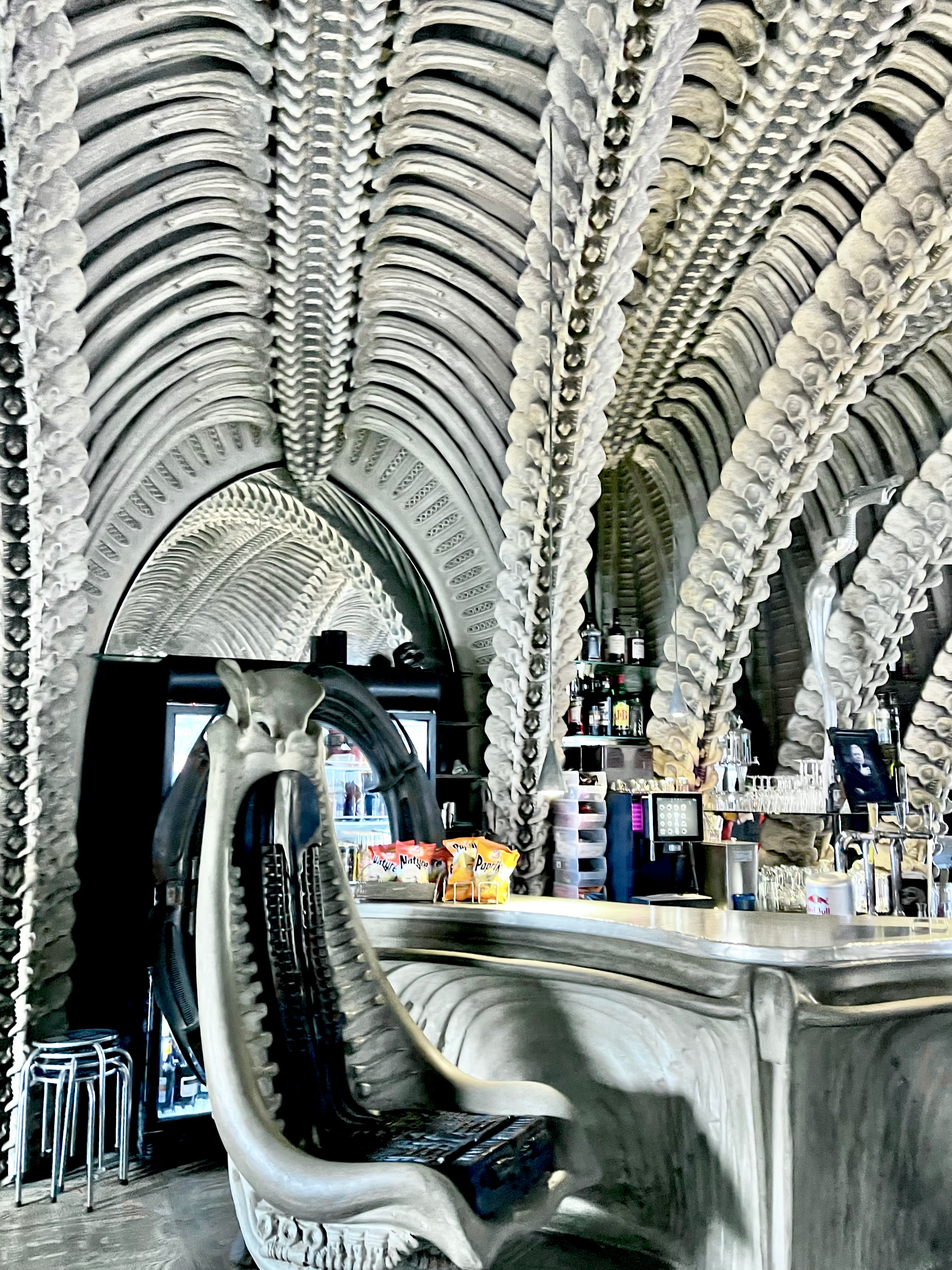
Giger Bar

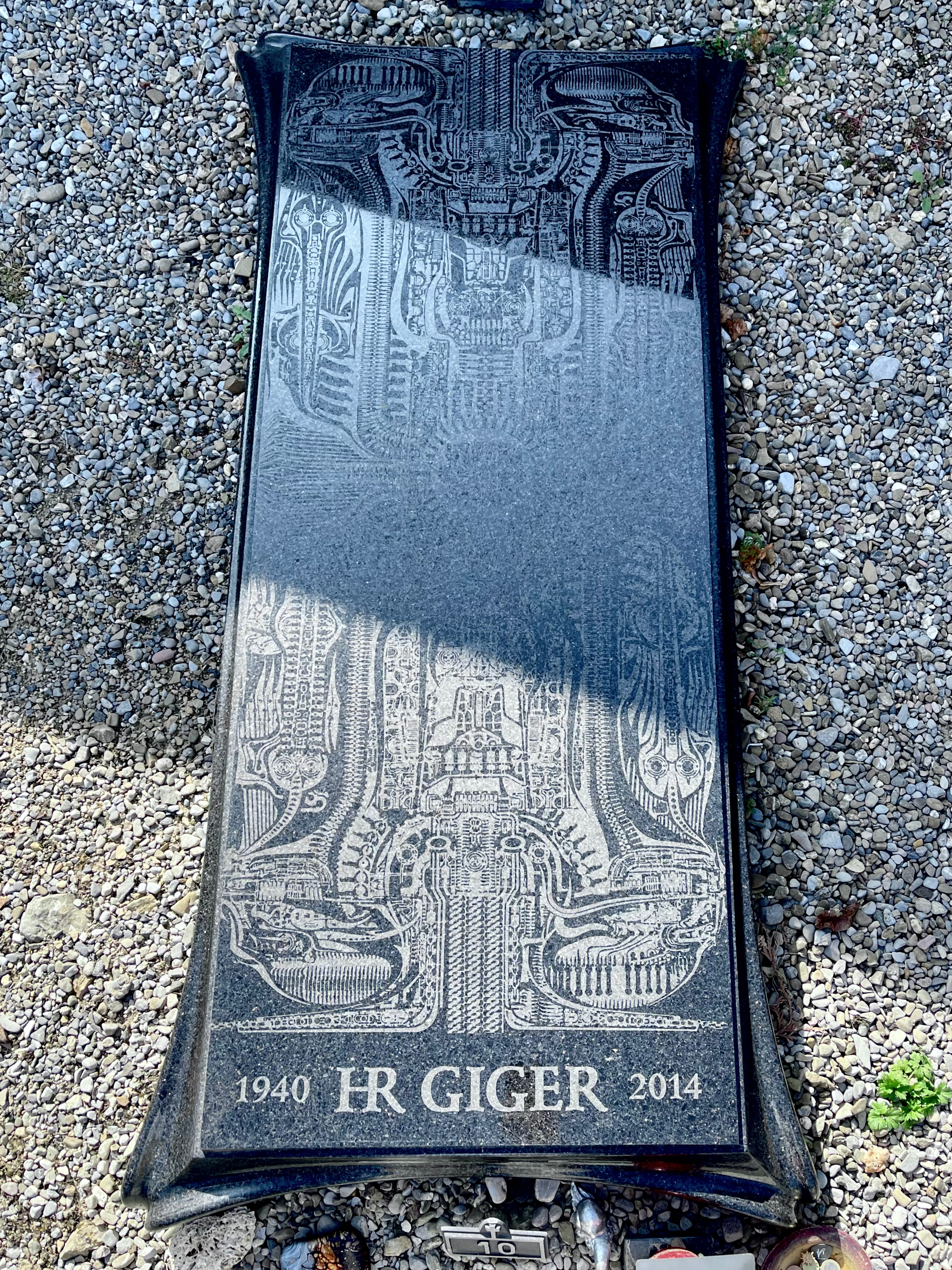
H.R. Giger 묘비

한스 루돌프 "루어디" 기거(독일어: Hans Rudolf "Ruedi" Giger, 1940년 2월 5일 ~ 2014년 5월 12일)는 스위스의 초현실주의 화가, 디자이너이며 그라우뷘덴주 쿠어에서 태어났다.

## 수상
- 1980년 아카데미 시상식 시각효과상 《에일리언》

## 같이 보기
- H. R. 기거 박물관
- 에일리언